# Apostolos Christou (astronome)
Pour les articles homonymes, voir Apostolos Christou et Christou.
Apostolos Christou, né en 1968, est un astronome britannique qui travaille à l'Observatoire d'Armagh, dynamicien, programmeur et observateur.
Ses intérêts incluent les planètes mineures co-orbitales de Vénus, la Terre, Mars et (1) Cérès, les météores sur Vénus, la Terre et Mars, la conception de missions concernant les astéroïdes proches de la Terre, ainsi que les familles de satellites irréguliers des planètes extérieures.
Il est membre de l'Union astronomique internationale.
L'astéroïde (9084) Achristou porte son nom.